# Teorema de Euclides

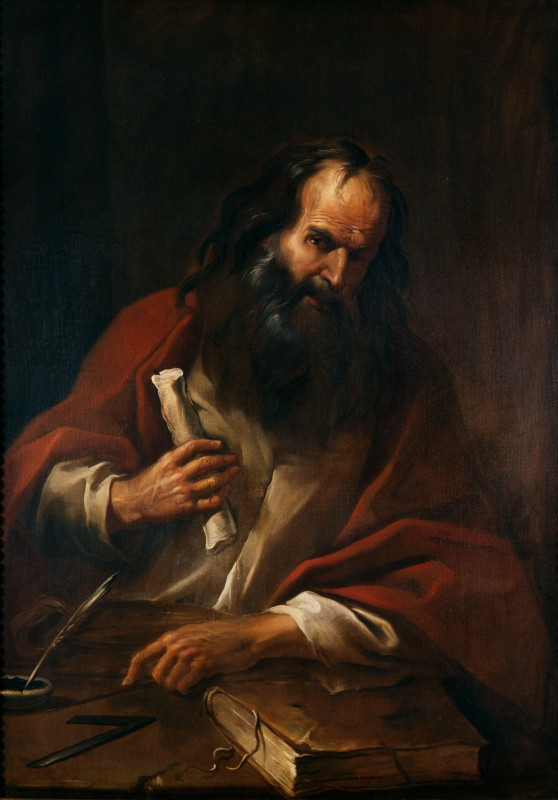
Euclides

El teorema de Euclides es un importante teorema en teoría de números que afirma que existen infinitos números primos.
Existen numerosas demostraciones del teorema.

## Demostración de Euclides
Euclides formuló la primera demostración en la proposición 20 del libro IX de su obra Elementos. Una adaptación común de esta demostración original sigue así:
Se toma un conjunto arbitrario pero finito de números primos p1, p2, ···, pn, y se considera el producto de todos ellos más uno, q=p1p2 ··· pn+1. Este número es obviamente mayor que 1 y distinto de todos los primos pi de la lista. El número q puede ser primo o compuesto. Si es primo tendremos un número primo que no está en el conjunto original. Si, por el contrario, es compuesto, entonces existirá algún factor p que divida a q (q=p1p2 ··· pn+1). Suponiendo que p es alguno de los pi, se deduce entonces que p divide a la diferencia q-p1p2 ··· pn=1, pero ningún número primo divide a 1, es decir, se ha llegado a un absurdo por suponer que p está en el conjunto original. La consecuencia es que el conjunto que se escogió no es exhaustivo, ya que existen números primos que no pertenecen a él, y esto es independiente del conjunto finito que se tome.
Existen numerosas demostraciones parecidas a ésta, que se formulan a continuación:

### Reformulación de Kummer
Supóngase que existe una cantidad finita de números primos p1 < p2 < p3 < ... < pr. Sea N = p1·p2·p3·...·pr > 2. El entero N-1, al ser producto de primos, tiene un divisor pi que también es divisor de N; así que pi divide a N - (N-1) = 1. Esto es absurdo, por lo que tiene que haber infinitos números primos.

### Demostración de Hermite
Sea n=1, 2, 3, ... y qn el factor primo más pequeño de n! + 1 para cada n. Como qn tiene que ser mayor que n, se deduce que esta sucesión contiene infinitos elementos distintos, y que por tanto existen infinitos números primos.

### Demostración de Stieltjes
Supóngase que existe un número finito de números primos. Sea Q el producto de todos los números primos, y sean m y n dos enteros positivos con Q = mn.

Se tiene que todo número primo p divide, o bien a m, o bien a n, pero no a ambos, es decir, m y n son primos entre sí. Entonces m+n no puede tener ningún divisor primo, pero como es estrictamente mayor que 1, debe ser un número primo que no divide a Q: contradicción.

## Otras demostraciones

### Demostración de Goldbach (1730)
Esta demostración se basa en los números de Fermat, es decir, los números de la forma :{\displaystyle F_{n}=2^{2^{n}}+1}.
| Lema: Dos números de Fermat distintos Fm y Fn son primos entre sí. (Goldbach, 1730) |

Para cada número de Fermat Fn, escójase un divisor primo pn. Como los números de Fermat son primos entre sí, sabemos que dos primos cualesquiera pm y pn son distintos. Así, hay al menos un número primo pn por cada número de Fermat Fn, es decir, al menos un número primo por cada número entero n.
Esta demostración también es válida si se toma otra secuencia infinita de números naturales que son primos entre sí, como la secuencia de Sylvester.

### Demostración de Euler (1737)[3]
En un artículo de 1737 titulado Variae observationes circa series infinitas Euler dio otra demostración. Dedujo la siguiente fórmula:
{\displaystyle 1+{\frac {1}{2}}+{\frac {1}{3}}+{\frac {1}{4}}+{\frac {1}{5}}+\cdots ={\frac {2\cdot 3\cdot 5\cdot 7\cdot 11\cdot 13\cdots }{1\cdot 2\cdot 4\cdot 6\cdot 10\cdot 12\cdots }}}
donde la primera expresión es la serie armónica y "el numerador de la derecha es el producto de todos los números primos y el denominador es el producto de todos los números inferiores en una unidad a los números primos".
Como la serie armónica diverge también lo hace la expresión de la derecha por lo que el número de factores, el número de números primos, debe ser infinito.

### Demostración de Euler
Sea Q el producto de todos los primos. Sea φ(n) la función φ de Euler definida como el número de enteros menores que n y coprimos con él. Entonces φ(Q) es igual al producto de los números que resultan de restarle 1 a cada uno de los números primos, es decir,
φ(Q) = (2-1)·(3-1)·(5-1)·(7-1)·(11-1)·... = 1·2·4·6·10·...
Uno de los números enteros coprimos con Q es 1. Aun así, hay al menos otro entero en el intervalo [2,Q] que no tiene factor común con Q. Ese entero no puede tener ningún factor primo, porque están todos en Q, así que debe ser igual a 1, con lo que se llega a una contradicción.

### Demostración topológica deFurstenberg(1955)
Defínase una topología en el conjunto de los números enteros empleando progresiones aritméticas (de −∞ a +∞). Esto genera un espacio topológico. Para cada número p, sea Ap el conjunto de todos los múltiplos de p. Ap es cerrado, porque su complementario es la unión de todas las demás progresiones aritméticas con diferencia p. Ahora, sea A la unión de las progresiones Ap. Si hay un número finito de números primos, entonces A es una unión finita de conjuntos cerrados, y por lo tanto A es cerrado. Sin embargo, todos los números enteros, salvo -1 y 1, son múltiplos de algún número primo, así que el complementario de A es {-1, 1} que no es abierto. Esto muestra que A no es una unión finita y que existen infinitos primos.